# Suzaku (cesarz)
Cesarz Suzaku (jap. 朱雀天皇 Suzaku tennō; ur. 923 –  zm. 952) – 61. cesarz Japonii, według tradycyjnego porządku dziedziczenia.
Suzaku panował w latach 930-946.
Mauzoleum cesarza Suzaku znajduje się w Kioto. Nazywa się ono Daigo no misasagi.